# 32087 Vemulapalli
32087 Vemulapalli este un asteroid din centura principală de asteroizi.

## Descriere
32087 Vemulapalli este un asteroid din centura principală de asteroizi. A fost descoperit pe 28 mai 2000 la Socorro, New Mexico, în cadrul proiectului LINEAR. Asteroidul prezintă o orbită caracterizată de o semiaxă mare de 2,89 ua, o excentricitate de 0,09 și o înclinație de 0,9° în raport cu ecliptica.